# Aglais punctijuncta
Aglais punctijuncta är en fjärilsart som beskrevs av Raynor 1909. Aglais punctijuncta ingår i släktet Aglais och familjen praktfjärilar. Inga underarter finns listade i Catalogue of Life.